# Salvador Feliu de la Peña
Salvador Feliu de la Peña y Picart (Barcelona, 1674 — Vilasar de Dalt, 8 de noviembre de 1733) fue un mercader y político español austracista durante la Guerra de Sucesión Española. Nombrado Ciudadano Honrado de Barcelona en 1710, tras la declaración de la continuación de la guerra por la Junta de Brazos Generales de Cataluña fue miembro de la junto de gobierno llamada «Junta de los 36». A finales de 1713 fue extraído conseller segundo de Barcelona y fue junto al conseller en Cap Rafael Casanova uno de los principales dirigentes de la Campaña de Cataluña (1713-1714).

## Biografía
Hijo de Salvador Feliu de la Peña y Bellsoley, y de Dionisia Picart, no tenía ningún parentesco directo, a pesar de tener el mismo apellido, con el historiador y economista Narciso Feliu de la Peña. En agosto de 1705, al poco de desembarcar el archiduque Carlos de Austria en suelo español, Salvador Feliu de la Peña fue, junto con el común de Mataró, a presentarle obediencia. En 1709 fundó la compañía comercial Compañía Nueva de Gibraltar. En 1710 Carlos de Austria le nombró Ciudadano Honrado de Barcelona. En julio de 1713, tras la declaración de la continuación de la guerra por la Junta de Brazos Generales de Cataluña, fue miembro de la junto de gobierno llamada «Junta de los 36». El 30 de noviembre de 1713 fue extraído como conseller segundo de Barcelona, bajo el mandato del conseller en Cap Rafael Casanova. Las noches del 11 al 12 de septiembre, y del 12 al 13 de septiembre, durmió en la Casa de la Ciudad de Barcelona custodiando los archivos para que nadie pudiera retirar ni un solo documento, pues el comisionado secreto de Carlos de Austria en Barcelona, Juan Francisco de Verneda, había insistido en que fueran retirados del archivo todos los documentos que implicaban a Carlos de Austria en el suministro de armamento y provisiones para la defensa de Barcelona durante el sitio borbónico, hecho que violaban flagrantemente el tratado de evacuación y armisticio signado en junio de 1713. Tras la guerra huyó a la República de Génova, retornando a Cataluña en 1718. En 1720 residía en Barcelona, desde donde intentó reconstruir, infructuosamente, sus negocios mercantiles. En 1726, sufriendo una grave enfermedad, dictó testamento. El 8 de noviembre de 1733 murió en Vilasar de Dalt, siendo enterrado en la parroquia de dicha localidad. 